# Zbór Kościoła Adwentystów Dnia Siódmego we Włocławku
Zbór Kościoła Adwentystów Dnia Siódmego we Włocławku – zbór adwentystyczny we Włocławku, należący do okręgu kujawskiego diecezji zachodniej Kościoła Adwentystów Dnia Siódmego w RP.
Pastorem zboru jest Tomasz Roszak, natomiast starszym – Paweł Mikołajczyk. Nabożeństwa odbywają się w kaplicy przy ul. Cichej 14a każdej soboty o godz. 9.30.